# Fryšava pod Žákovou horou
Fryšava pod Žákovou horou – miejscowość i gmina (obec) w Czechach, w kraju Wysoczyna, w powiecie Zdziar nad Sazawą. W 2022 roku liczyła 320 mieszkańców.